# ロケット (駆逐艦・3代)
ロケット (HMS Rocket, H92) はイギリス海軍の駆逐艦。R級。

## 艦歴
スコッツ社で建造。1941年3月14日起工。1942年10月28日進水。1943年8月4日就役。
1944年10月23日、イギリス海峡で軽巡洋艦「カリブディス」、駆逐艦「グレンヴィル」、「リンボーン」、「ウェンスリーデイル」、「タリボント」、「スティーブンストン」と共に作戦行動中、ドイツ水雷艇「T22」、「T23」、「T25」、「T26」、「T27」による攻撃で「カリブディス」と「リンボーン」が被雷し沈没した。
1944年になるとインド洋に移った。3月、ドイツ船「ブラーケ (Brake)」を捕獲。7月、クリムズン作戦（サバン攻撃）に参加し、砲撃を実施した。8月、バンクェット作戦（スマトラ島空襲）に参加。9月ライト作戦（スマトラ島空襲など）に参加。
1945年2月、フォース68（「ロケット」と駆逐艦「ロザラム」、「ローバック」、「ラピッド」）がアンダマン海での船舶攻撃（サファイス作戦、トレイニング作戦）を実施。トレイニング作戦ではフォース68は数隻の船を沈めたほかポートブレア砲撃を行った。4月、フォース62（「ロケット」と駆逐艦「ロザラム」、「レースホース」、「リダウト」）はビルマ沿岸へ2度の出撃を行い数隻の船を沈めグレートココ島を砲撃した（ペンザンス作戦、パスブック作戦）。5月、日本の重巡洋艦「羽黒」迎撃作戦（デュークダム作戦）に参加。
戦後15型フリゲートに改装される。1967年解体。